# Polsbroek
Polsbroek is een dorp en voormalige gemeente in de gemeente Lopik, in de Nederlandse provincie Utrecht. Het dorp ligt in de Lopikerwaard.

## Demografie
Polsbroek heeft 1.335 inwoners (2023) en ligt aan de Benschopse Wetering. Het dorp bestaat uit Noord-Polsbroek en Zuid-Polsbroek, die op 8 september 1857 werden samengevoegd tot de gemeente Polsbroek. Vanaf 1 januari 1989 behoort Polsbroek met acht andere kernen (Benschop, Cabauw, Jaarsveld, Lopik, Lopikerkapel, Polsbroekerdam, Uitweg, Willige Langerak) tot de gemeente Lopik. De gemeente had bij haar opheffing per 1 januari 1989 een oppervlakte van 1.127 hectare met 382 huizen en 1.180 inwoners.

## Kern
De dorpskern bestaat uit het dorpshuis, het voormalige gemeentehuis en de kerk. Op het dorpshuis is het voormalige gemeentewapen van Polsbroek nog te zien. De weg en het pleintje zijn bedekt met witte kiezelstenen.

## Bouwwerken
In Polsbroek staat een Nederlands Hervormde kerk waarvan het oudste gedeelte is gebouwd in de eerste helft van de veertiende eeuw. Op de plaats van deze kerk heeft vermoedelijk al vanaf het begin van de 13e eeuw een kerk gestaan. Het onderste gedeelte van de kerktoren is opgetrokken uit kloostermoppen, een groot formaat middeleeuwse baksteen; het bovenste deel met een kleiner formaat baksteen.
In het rampjaar 1672 werd deze kerk grotendeels verwoest door buitenlandse troepen. In 1676 werd de kerk herbouwd. Pieter de Graeff, vrijheer van Zuid-Polsbroek, schonk een nieuw gebrandschilderd raam. Ook Pieters jongere broer Jacob de Graeff en stadhouder Willem III, baron van IJsselstein, Benschop en Noord-Polsbroek hebben nieuwe ramen geschonken.
In 1830 is de gehele zaalkerk op de toren na opnieuw gebouwd. Gerrit de Graeff, vrijheer van Zuid-Polsbroek, legde de eerste steen. Hij schonk ook de nieuwe preekstoel. Voor de bouw werd 2000 gulden ontvangen uit het Fonds voor Noodlijdende kerken. De toren is een beschermd rijksmonument. Naast deze kerk bevindt zich een begraafplaats. De toegangspoort bestaat uit twee zuilen waartussen een hek is gehangen. Op de zuilen staat de tekst Memento mori.

## Verenigingen
Polsbroek heeft een voetbalvereniging SPV 81, een gymvereniging SPV sport, een dorpsvereniging, een IJsclub, KNV EHBO afd, en een Oranjevereniging.

## Geschiedenis
Al in de eerste helft van de 12e eeuw werd Polsbroek als Pulzabruch genoemd. In 1812 werd Polsbroek de hoofdplaats van de gemeente Polsbroek, die behalve de voormalige heerlijkheden Noord- en Zuid-Polsbroek bestond uit de plaatsen Cabauw, Hoenkoop, Vliet, Vlist en Zevender. In 1814 kwamen deze plaatsen, met uitzondering van Noord-Polsbroek en Hoenkoop, in de provincie Holland te liggen. Noord-Polsbroek en Hoenkoop bleven bij de provincie Utrecht, waardoor de gemeente Polsbroek in twee provincies tegelijk lag. In 1817 werden Cabauw, Vliet, Vlist, Zevender en Zuid-Polsbroek weer aparte gemeentes. In 1818 werd de resterende gemeente Polsbroek opgeheven en gesplitst in de gemeentes Noord-Polsbroek en Hoenkoop. Op 8 september 1857 werden Noord-Polsbroek en het inmiddels weer Utrechtse Zuid-Polsbroek samengevoegd tot een nieuwe gemeente Polsbroek. Polsbroek ging op 1 januari 1989 op in de gemeente Lopik.

## Geboren
- Paul Theodor van Brussel (1754-1795), schilder
- Mineke Schipper (1938) hoogleraar en schrijver
- Roos Kwakkenbos (1990) voetbalspeler en coach

## Trivia
- Polsbroekers hebben de bijnaam "kroosvissers".
- De stier Herman heeft van 1996 tot juli 2002 op een boerderij in Polsbroek gestaan.
- Polsbroek is ook een oude wijk, nu straat in de oude binnenstad van Zutphen.

## Afbeeldingen

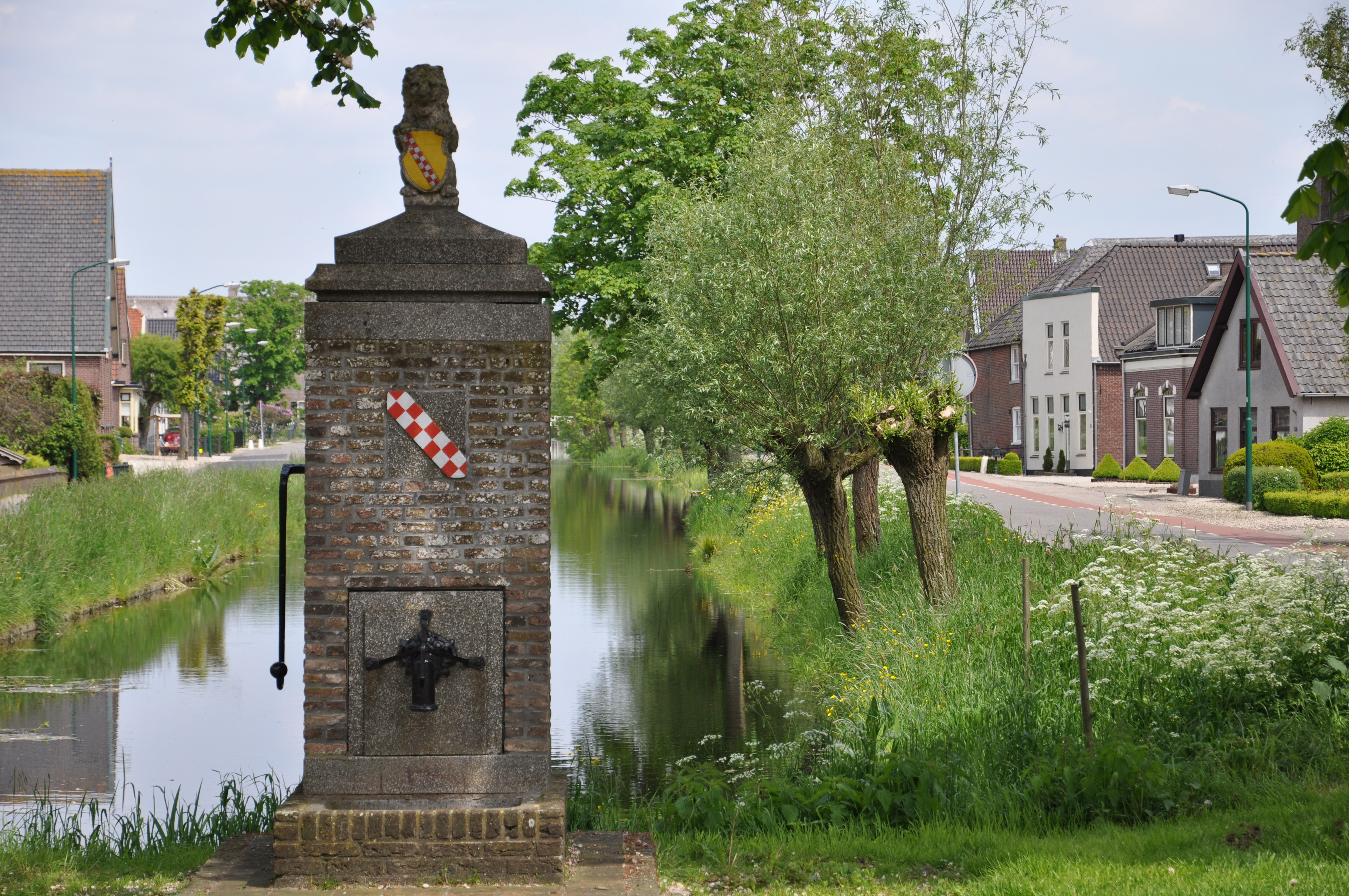
Waterpomp
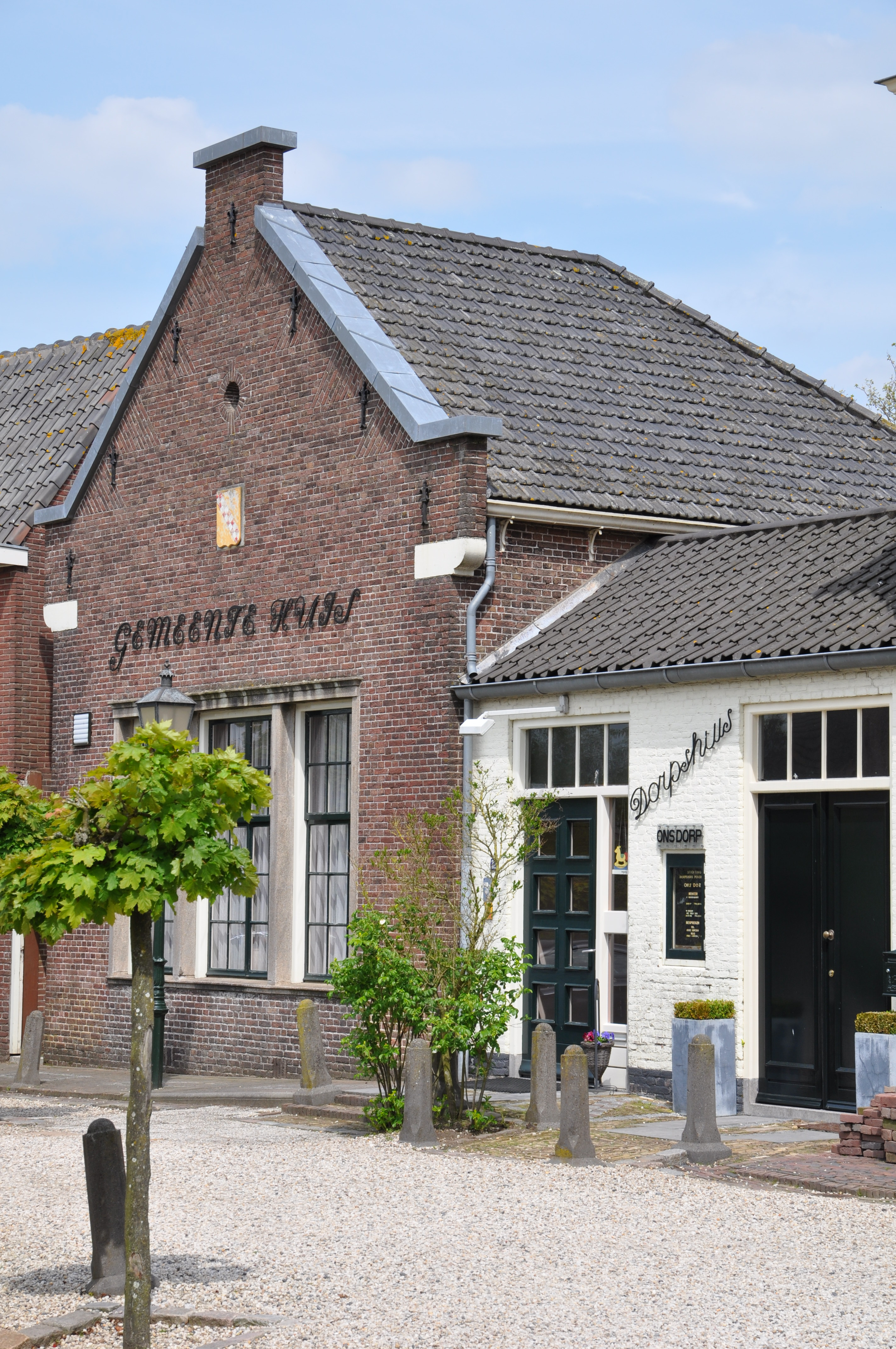
Voormalige gemeentehuis nu Dorpshuis
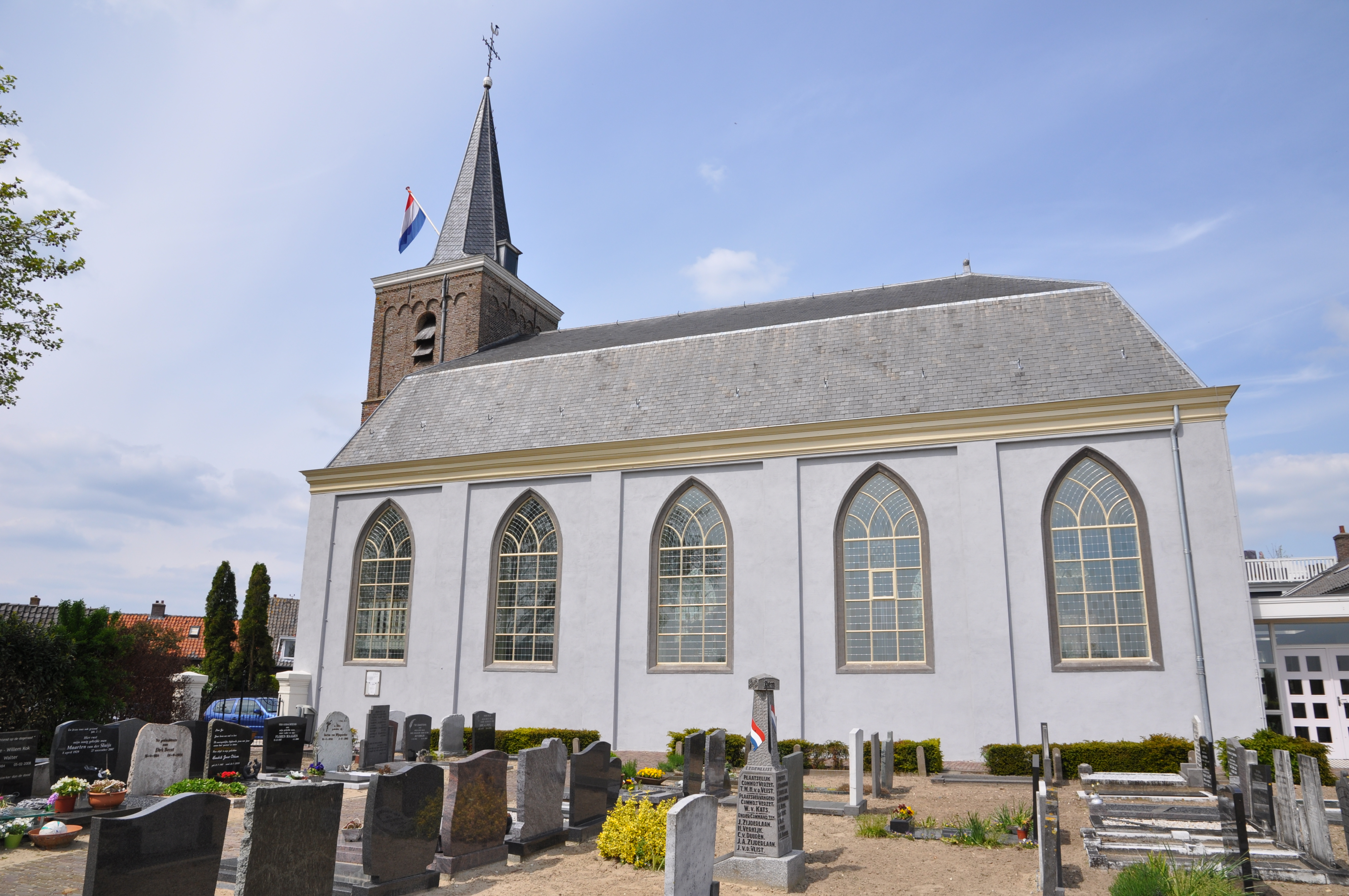
De hervormde kerk van Polsbroek
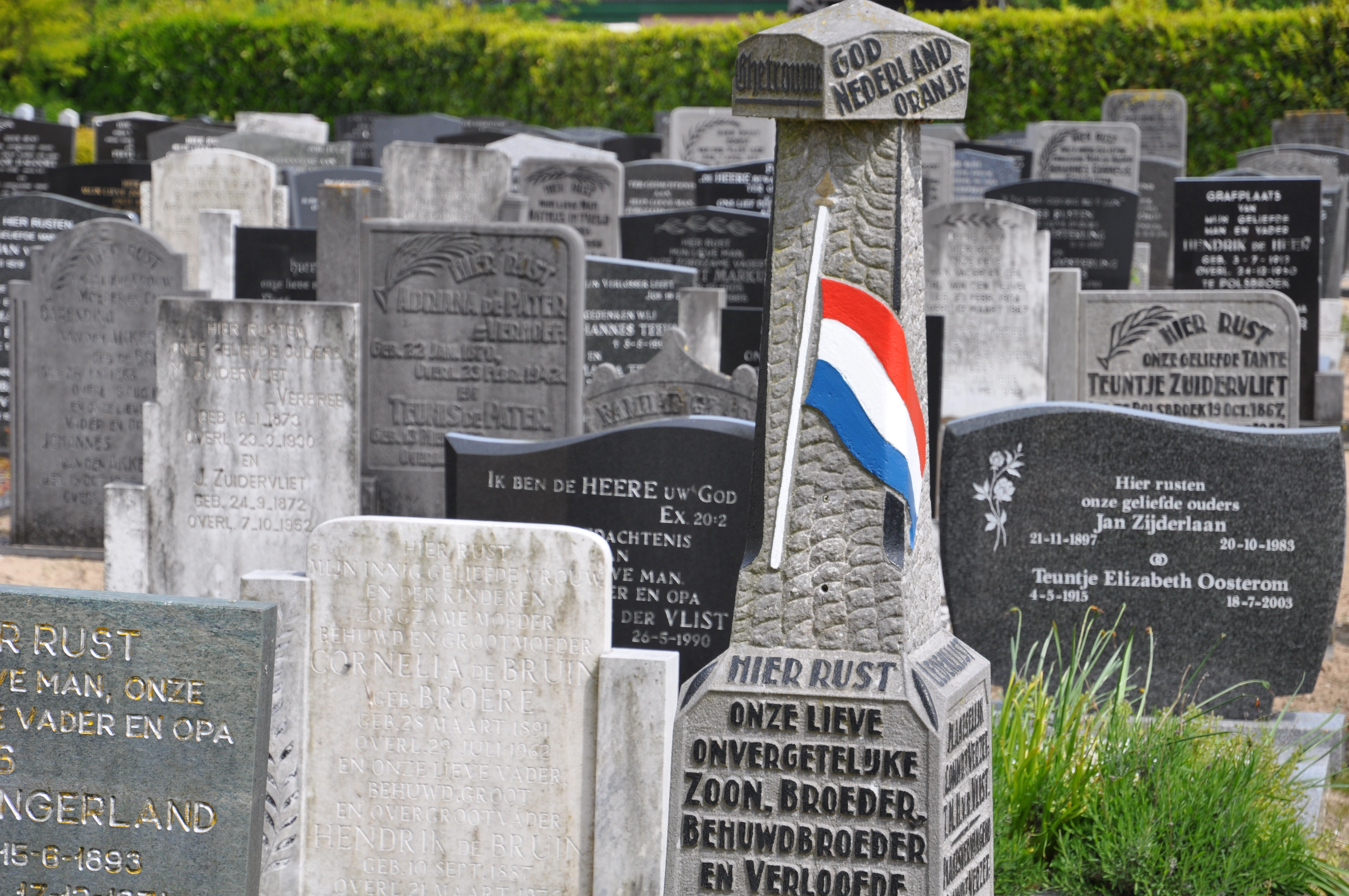
Begraafplaats met oorlogsmonument
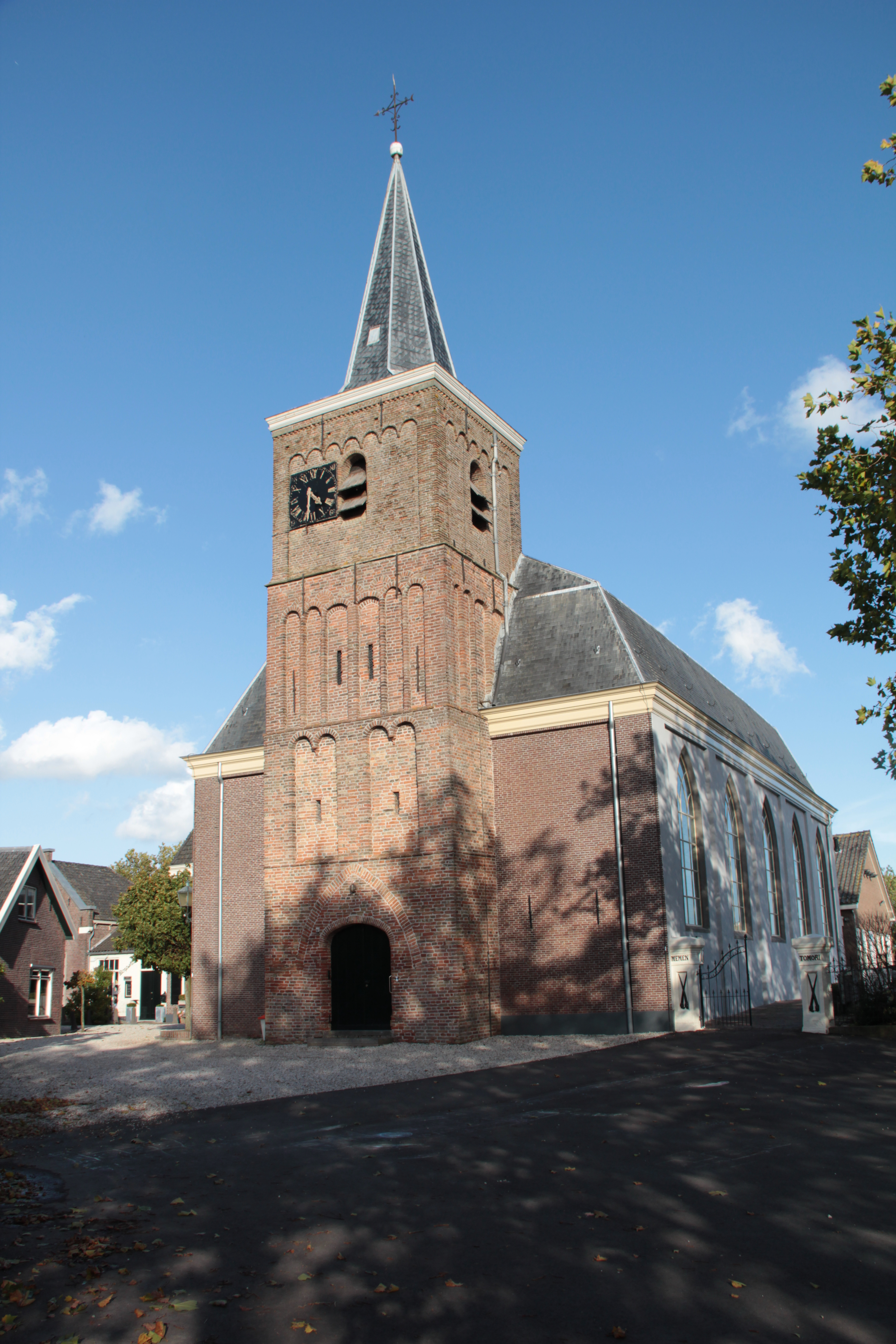
Kerk